# Ternholmen (Sveio)
Ne doit pas être confondu avec Ternholmen.
Ternholmen est une île norvégienne dans le landskap Sunnhordland du comté de Vestland. Elle appartient administrativement à Sveio.

## Géographie
Rocheuse et désertique, à fleur d'eau, elle s'étend sur environ 197 m de longueur pour une largeur approximative de 111 m. 